# Curcuma phaeocaulis
Curcuma phaeocaulis är en enhjärtbladig växtart som beskrevs av Theodoric Valeton. Curcuma phaeocaulis ingår i släktet Curcuma och familjen Zingiberaceae. Inga underarter finns listade i Catalogue of Life.